# Бак против Белла
Бак против Белла, 274 U.S. 200 (1927) — дело Верховного суда США, решение по которому подтвердило законность статута о принудительной стерилизации «неполноценных» людей, включая умственно отсталых с целью «защиты и здоровья нации». Это решение рассматривалось как пример негативной евгеники — улучшения человечества путём предотвращения размножения дефектных особей.

## Обстоятельства
Концепция евгеники была разработана Фрэнсисом Гальтоном и получила распространение в Европе и США в начале 20 века. В 1907 году первый евгенический закон был принят в штате Индиана. Закон был несовершенен с юридической точки зрения. По этой причине, Гарри Лафлин, представитель Eugenics Record Office (ERO) Лаборатории Колд Спринг Харбор разработал образец евгенического закона, который затем был отдан на экспертизу юристам. В 1924 году Виргиния приняла закон о принудительной стерилизации умственно отсталых, основанный на образце Лафлина.
Желая проверить жизнеспособность нового закона, доктор Альберт Сидни Придди, начальник интерната для эпилептиков и слабоумных, направил петицию совету директоров с предложением о стерилизации пациентки по имени Керри Бак. Керри Бак в 18 лет имела ментальный возраст около 9 лет. Придди указал, что она представляла генетическую угрозу для общества. По данным Придди, 52-летняя мать Керри вела асоциальный образ жизни и тоже была слабоумной — её ментальный возраст равнялся 8 годам. У неё было трое детей. Керри была удочерена и посещала школу. В любом случае, как выразился Придди, она продемонстрировала «неисправимый характер», родив внебрачного ребёнка. В связи с этим, приёмная семья отправила её в интернат для слабоумных («зонтичный термин» использовавшийся в то время для обозначения девиантов). Позже было установлено, что беременность Керри не была следствием распущенности. Летом 1923 она была изнасилована племянником приёмной матери и отправлена в интернат, чтобы спасти репутацию семьи.

## Последствия решения
Решение создало прочную юридическую базу для законов о стерилизации. Хотя во многих штатах и до этого имелись евгенические законы, их применение было неупорядоченным и их существование практически не сказывалось, за исключением штата Калифорния. После принятия этого решения во многих штатах началась активная деятельность по введению новых и обновлению старых евгенических законов.
Объёмы стерилизации в США росли с 1927 года до дела Скиннера против Оклахомы, создавшего основания для предотвращения стерилизаций. К 1963 году законы о стерилизации почти никогда не применялись на практике. Закон штата Вирджиния о стерилизации был отменён в 1974 году.
Однако стерилизация массово проводилась в отношении индейских женщин в 1960-70-е годы, в результате чего возможности деторождения лишились 25% женщин в возрасте от 15 до 44 лет, а рождаемость у коренных жителей США упала с более трех детей на одну женщину до 1.8 ребенка.

## В массовой культуре
- На основе истории стерилизации Керри Бак в 1994 году был снят фильм Against Her Will: The Carrie Buck Story.
- Отсылка к истории Керри Бак содержится в фильме 1934 года «Дети завтрашнего дня».
- Также дело Бак против Белла упоминается в книге 2022 года Луизы Фейн «Тайное дитя».